# ブルー・ムーン (1934年の曲)
「ブルー・ムーン」（Blue Moon）は、ロジャース&ハート（ロレンツ・ハート作詞、リチャード・ロジャース作曲）による1934年のジャズ・スタンダード。
ロジャース&ハートのコンビにとって唯一、ブロードウェイ・ショーやハリウッド映画とは無関係のヒット曲である。

## 作詞作曲の経緯
本楽曲は元々、MGM映画『ハリウッド・レヴュー・オヴ・1933』でジーン・ハーロウが歌う「プレイヤー（Prayer →願いごと）」として書かれたが、制作側の事情により、ハーロウの出演も本楽曲の使用も取りやめとなった。その後本楽曲は、『男の世界』のタイトル曲として用いられることになったが、公開直前に「ザ・バッド・イン・エヴリ・マン（The Bad in Every Man）」にタイトルが変更され、シャーリー・ロスによって歌われた。そのすぐ後、楽譜出版者のジャック・ロビンソンからのもっと商業的な歌詞を書いてほしいとの提案を受け、新たに歌詞が付けられ「ブルー・ムーン」となったこの曲は、すぐさま人気になり、楽譜はミリオン・ヒットに達することとなった。

## 解説・評価
コード進行は1950年代のポップス作品に多く用いられた循環コード「I-VI-IV-V（C-Am-F-G）」である。
ハートは大げさなシニシズムを込めて (Wilson n.d.) 書いたこの曲を気に入っていなかったが、彼の歌の中でもっとも人気の高い作品である。またロジャースと組んで書いた曲の中で唯一、ブロードウェイ・ショーやハリウッド映画とは無関係のヒット曲でもある。その一方で、単純な構成であるため評論家からの評価はさほど高くはない。
歌詞の内容は「孤独で寂しい私を青い月が見つめている。月が私の願いを聞き、恋人が現れた。青い月は金色に変わって輝いた。もう寂しくない」といったような内容。一般的に「青」は「悲哀」や「寂しさ」を表す色であり、「金色」は「喜び」や「楽しさ」を表す色となっている。

## 主な録音
当初は、ベニー・グッドマンやグレン・グレイ楽団によるレコードが発売されヒットとなった。
1948年に公開されたロジャース&ハートの伝記映画『ワーズ&ミュージック』では、メル・トーメが本曲を歌唱している。
多くの歌手が原曲どおりにスローなテンポでカヴァーをしているが、1961年にドゥーワップグループザ・マーセルズが発表したスキャットを交えたロックン・ロールバージョンが大ヒットしたことで同様にアップテンポなカバーも一般的となった。
また映画『狼男アメリカン』（1981年）では、劇中で3つのバージョン（ボビー・ヴィントン、ザ・マーセルズ、サム・クック）が効果的に使用された。映画『ベイブ』（1995年）の中でもネズミたちが歌ったシーンがある。
そのほかではマンチェスター・シティFCのアンセムとしても知られる。

### ジャズ
- ビリー・エクスタイン
- ビリー・ホリデイ
- メル・トーメ
- エラ・フィッツジェラルド
- オスカー・ピーターソン

#### ポップス
- エルヴィス・プレスリー - 歴史家のサイモン・シャーマ（英語版）は2017年の『フィナンシャル・タイムズ』に寄稿した青色に関するエッセイで、プレスリーによるカバーを「最もブルーな演奏」として紹介している[3]。原曲の最後はトーンがアップする明るい曲調で終わるため説得力が失われているが、プレスリー盤はただ静かにフェードアウトし、このようになっている唯一の盤とのこと[3]。
- マーセルズ
- Herb Lance & The Classics
- ディーン・マーティン
- ボブ・ディラン
- パーシー・フェイス・オーケストラ
- サム・クック
- ボビー・ヴィントン

#### 日本人歌手
- 松平晃 - 訳詞：服部竜太郎
- 灰田勝彦 - 訳詞：永田哲夫
- 柳ジョージ